# 莫·考恩
威廉·莫里斯·考恩（英語：William Maurice Cowan，1969年4月4日—）为美国律师及民主党籍政治人物，于2013年2月1日至2013年7月16日期间担任马萨诸塞州联邦参议员。在约翰·克里辞去参议员职务就任美国国务卿之后，州长德瓦尔·帕特里克任命考恩填补其开缺。
考恩拒绝参加2013年的特别选举，最终由同属民主党的艾德·马基接任其职。考恩是美国历史上第八位非裔国会参议员，亦是继爱德华·布鲁克之后第二位来自马萨诸塞州的非裔联邦参议员。此外考恩还是第113届美国国会中仅有的三位非裔国会议员之一，另外两位则分别是南卡罗来纳州的蒂姆·斯科特与新泽西州的科里·布克。不过考虑到布克直到10月31日才就任，因此实际上考恩未曾与之共事。

## 早年生活和教育
考恩于1969年4月4日出生在北卡罗来纳州亚德金维尔，父母分别是机械师和裁缝。他的父亲在他16岁那年不幸逝世。
考恩毕业于福布什高中，原本打算成为一名医生，不过最终于在1991年获得了杜克大学的社会学学位。 之后他进入东北大学法学院就读，并于1994年获得了法律博士学位。在此期间考恩参加了学校的合作教育项目，曾在北卡罗来纳州监狱法律服务处工作并担任棕榈滩县公设辩护人。

## 职业生涯
1997年，考恩以合伙人的身份加入了明茨·莱文律师事务所，负责民事诉讼领域。由于时任州长米特·罗姆尼所任命的阁僚缺乏多元性而饱受批评，考恩帮助州长选出了非裔法官候选人。
考恩于2009年离开了明茨·莱文律师事务所并加入德瓦尔·帕特里克政府。作为帕特里克的律师，考恩负责行政部门的法律运作并监督州长在司法方面的提名，其中包括马萨诸塞州最高法院首席大法官罗德里克·L·爱尔兰的提名。在此期间他设法控制医疗成本并扩大了博彩业，此外他还对马萨诸塞州假释委员会进行了调查重组。
考恩担任帕特里克的首席法律顾问长达两年之久，后于2011年1月至2012年11月期间担任其办公室主任，并宣布以后打算回到私人公司上班。在被任命为参议员之前，考恩为州长的高级顾问。在被任命为联邦参议员后，考恩依旧宣布自己无意参选连任，并且以后也没有参选公职的打算。
考恩在2003年时被《波士顿商业日报》列入“40位40岁以下精英”名单，与其他年轻的商业和公民领袖相提并论。他是马萨诸塞州黑人律师协会和东北大学法学院校友会的前任主席，并在该校董事会任职。此外他还曾在发现正义基金会、罗克斯伯里预备特许学校、栗山学校以及STEP计划等非盈利组织任职。

## 联邦参议员

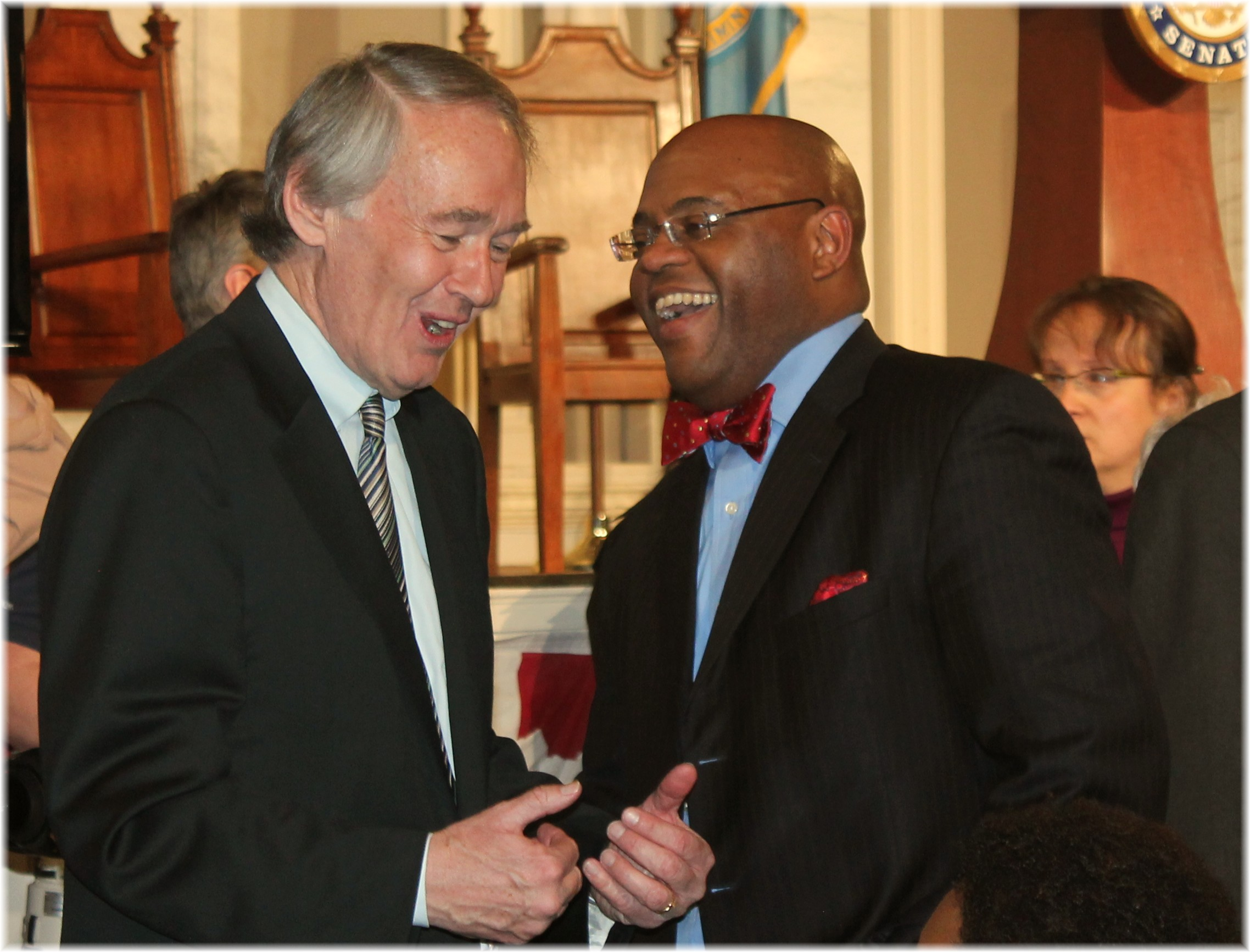
莫·考恩及其继任者艾德·马基

2012年，巴拉克·奥巴马总统任命参议院外交委员会主席约翰·克里担任国务卿，致使其在任长达28年的联邦参议员席位出现空缺。根据该州法律规定，州长在联邦参议员席位出现空缺时有权临时指派一位参议员。对此帕特里克州长打算任命一位从未参选过公职，并且不打算参加后续特别选举的人来出任这一职务。
帕特里克州长最终于1月30日任命考恩为联邦参议员，使其成为了继爱德华·布鲁克之后马萨诸塞州第二位非裔联邦参议员。与此同时南卡罗来纳州的蒂姆·斯科特亦是非裔联邦参议员，是美国参议院首次同时出现两位非裔议员在任。考恩的任期于2013年2月1日克里的辞职生效后正式开始，随后于2月7日在副总统（兼参议院议长）乔·拜登的主持下正式宣誓就职。其任期于同年7月16日，即艾德·马基在特别选举中胜出后结束。

## 个人生活
莫·考恩的妻子斯泰茜·考恩亦是律师，他们共育有迈尔斯和格兰特这两个儿子，目前居住在马萨诸塞州韦斯特伍德。莫·考恩于2013年获得了乔治城大学的荣誉学位，并在麦克唐纳商学院的毕业典礼上发表了演讲。